# Southwick (Hampshire)
Southwick is een plaats en civil parish in het bestuurlijke gebied Winchester, in het Engelse graafschap Hampshire met 317 inwoners.